# Гутьеррес, Хайме Абдул
 Хайме Абдул Гутьеррес Авенданьо  (исп.  Jaime Abdul Gutiérrez Avendaño , 5 апреля 1936 — 9 августа 2012) — сальвадорский политический и военный деятель, один из руководителей военного переворота 15 октября 1979 года и глава Революционной правительственной хунты 1980 года.

## Биография
Родился 5 апреля 1936 года в Сонсонате. Окончил Военную школу в Сан-Сальвадоре и Школу командного состава Генерального штаба армии Сальвадора (исп.  Escuela de Comando y Estado Mayor). Служил в сальвадорской армии, инженер химических войск. В 1968 году получил учёную степень в Высшей военно-инженерной школе Мексики. В июле 1969 года вернулся в Сальвадор и принял участие в боевых действиях Футбольной войны с Гондурасом. Обучался в Институте Томаса Джефферсона в США.
В 1979 году полковник Гутьеррес по рекомендации капитана Эмилио Мены Сандоваля был привлечён к военному заговору с целью свержения режима Карлоса Умберто Ромеро и после переворота 15 октября 1979 года стал одним из двух представителей армии в составе Революционной правительственной хунты. Гутьерреса считали вторым по значению человеком в Сальвадоре после полковника Адольфо Арнальдо Махано, занявшего посты главы хунты и главнокомандующего вооружёнными силами. Вскоре между двумя лидерами страны стали нарастать разногласия: Махано видел решение углублявшегося политического кризиса в радикальных социальных реформах, Гутьеррес, представлявший интересы консервативной армейской группировки генерала Карлоса Эугенио Видеса Касановы и министра обороны полковника Хосе Гильермо Гарсии, полагался на военные методы решения проблем.
В мае 1980 года правые добились отстранения Адольфо Махано от реальной власти и 12 мая 1980 года Хайме Абдул Гутьеррес занял пост главнокомандующего вооружёнными силами, а ещё через два дня возглавил Революционную хунту. Устранение двоевластия и победа правых в руководстве Сальвадора, с одной стороны, и консолидация вооружённой оппозиции, с другой стороны, означали переход к открытой гражданской войне. В течение последующих месяцев террор нарастал и боевые действия распространялись на всю территорию страны.
13 декабря 1980 года, после полной отставки Махано, было принято решение сформировать третью Революционную правительственную хунту. Президентом страны был назначен христианский демократ Хосе Наполеона Дуарте, а полковник Хайме Абдул Гутьеррес занял посты вице-президента и главнокомандующего вооружёнными силами. В последующие полтора года новому правительству удалось не только сохранить военное преимущество и удержать власть, но и провести 28 марта 1982 года выборы в Учредительную ассамблею. 2 мая 1982 года Хосе Наполеон Дуарте и Хайме Абдул Гутьеррес ушли в отставку, передав власть избранному ассамблеей временному президенту Альваро Маганье.
Вышел в отставку из армии в звании генерала, занял пост президента Национальной администрации связи (исп.  Administración Nacional de Telecomunicaciones (Antel)), был председателем Исполнительной комиссии гидроэлектрокомплекса на реке Лемпа (исп.  Comisión Ejecutiva Hidroeléctrica del Río Lempa (CEL)), занимал ряд других важных постов.
Скончался ночью (в 01.10) на 9 августа 2012 года в своём доме в Антигуо Кускатлане после продолжительной болезни. О его смерти вскоре сообщили военные власти. Был похоронен днём (в 15.00) 10 августа 2012 года после прощания и траурной мессы, проходивших в похоронном комплексе Монтелена в колонии Святой Елены. Военная академия им. генерала Мануэля Хосе Арсе выразила соболезнования семье покойного и в частности своему выпускнику капитану авиации Хайме Абдулу Гутьерресу Луне.
Имя Хайме Абдула Гутьерреса носит Национальный институт в Сонсонате (исп. Instituto Nacional Gral. e Ing. Jaime Abdul Gutiérrez).
Фигура Хайме Абдула Гутьерреса вызывает споры в сальвадорском обществе: одни считают его диктатором и проводником государственного террора, другие — честным военным, который «не садился за стол переговоров с преступниками» и обеспечивал стране стабильность. Участие в перевороте 1979 года также ставится Гутьерресу как в заслугу, так и в вину: кто-то считает, что он положил конец кровавой диктатуре Карлоса Ромеро, а кто-то обвиняет его в ликвидации существовавшего с 1962 года режима «военной стабильности».

## Сочинения
- Jaime Abdul Gutierrez. Message from the Vice-president of the Revolutionary Government Junta of El Salvador and Commander-in-chief of the Armed Forces, Colonel and Engineer Jaime Abdul Gutierrez, Adressed [sic] to the Salvadoran People on the Second Anniversary of the Insurrectionary Movement on 15th October 1979 /San-Salvador, Secretaría de Información de la Presidencia de la República, 1981 — р. 16
- Jaime Abdul Gutierrez. Automation of a Controller Loopshaping Procedure for an Uncertain System Starting from QFT Type Bounds/ Texas A & M University, 1992 — р. 290